# 청도 용천사 영산회상도
청도 용천사 영산회상도(淸道 湧泉寺 靈山會上圖)은 대한민국 경상북도 청도군 각북면 용천사에 있는 조선시대의 영산회상도이다. 2017년 12월 26일 대한민국의 보물 제1956호로 지정되었다.

## 개요
청도 용천사 영산회상도는 화면의 높이가 4미터에 가까운 대형급 후불탱화이다. 1749년(영조 25)에 조성되었으며 2000년 5월 30일 경 용천사에서 도난 되었다가 2014년 8월 회수되었다. 불화를 조성한 화승은 알 수 없으나, 화면구성을 비롯하여 불·보살상의 온화하고 단정한 얼굴과 신체의 형태, 가늘고 탄력 있는 묘사, 법의(法衣)에 장식된 섬세한 소형 문양, 채도가 낮은 적색과 녹색 위주의 차분한 색감 등으로 보아 17세기 중엽 기림사, 통도사, 석남사 등의 경상도 지역에서 활동한 임한(任閑)의 화풍과 매우 유사하여 주목된다.
석가여래를 중심으로 수많은 권속들을 등장시켜 웅장한 영산회상의 장면을 짜임새 있는 구도와 세련된 필치로 잘 구현했다는 점에서 국가지정문화재로서의 가치를 인정받았다.

## 참고 자료
- 청도 용천사 영산회상도 - 국가유산청 국가유산포털